# 4-nitrofenol
4-nitrofenolul (denumit și p-nitrofenol sau 4-hidroxinitrobenzen) este un compus organic din clasa fenolilor și nitroderivaților aromatici, fiind unul dintre izomerii nitrofenolului.

## Obținere
4-nitrofenolul poate fi obținut în urma reacției de nitrare a fenolului, utilizând acid azotic la temperatura camerei. Reacția produce un amestec de 2-nitrofenol și 4-nitrofenol: